# Cornelis van der Lijn

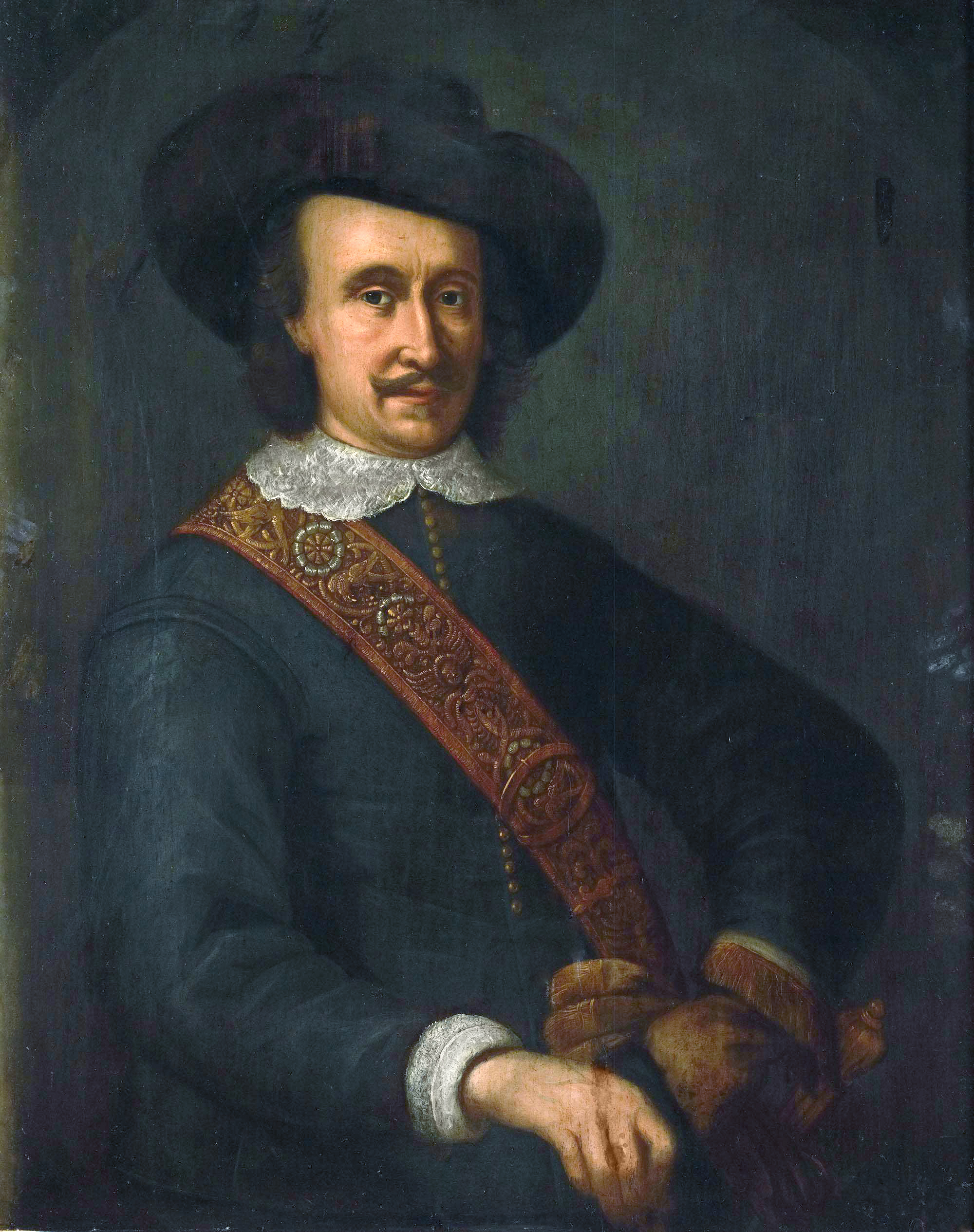
Cornelis van der Lijn

Cornelis van der Lijn (* 1608 in Alkmaar, Niederlande; † 27. Juli 1679 ebenda) war von 1646 bis 1650 Generalgouverneur von Niederländisch-Indien. Sein Nachfolger war Carel Reyniersz.

## Wirken
Van der Lijn galt als führungsschwach. Während seiner Amtszeit als Generalgouverneur wurden Friedensverträge mit Mataram, Solor und Bantam geschlossen. Außerdem wurden am 24. September 1646 Handelsverträge mit dem Prinzen von Mataram geschlossen.
Auf van der Lijns Wunsch hin wurde er am 7. Oktober 1650 mit allen Ehren aus dem Amt verabschiedet. Er starb am 27. Juli 1679 in seinem Geburtsort Alkmaar.